# Les Maîtres de l'épée

Les Maîtres de l'épée est un film à sketches hongkongais sorti en 1972. Il se compose de trois volets indépendants :
- The Iron Bow, réalisé par Chang Cheh et Cheng Kang selon le générique, par Yueh Feng selon d'autres sources[1]
- The Tigress, réalisé par Chang Cheh et Cheng Kang selon le générique, par Cheng Kang seul selon d'autres sources[1]
- White Water Strand, réalisé par Chang Cheh.

## The Iron Bow
Une aubergiste, sa fille et un gamin, des rebelles, sont persécutés par les autorités corrompues de leur lieu de résidence.
Distribution
- Kao Pao-shu : l'aubergiste
- Shih Szu : la fille
- Meng Yuen-Man : le gamin
- Yueh Hua : Kuang
- Bolo Yeung : un sbire

## The Tigress
Une prostituée, un général et un chef de brigands entretiennent des rapports compliqués entre eux et avec leurs fonctions respectives.
Distribution
- Lily Ho : la prostituée en chef
- Lo Lieh : le brigand
- Chung Hua : le général
- Chen Yan-yan : madame Li
- Wang Ping : une prostituée
- Sammo Hung : un bandit (figurant)

## White Water Strand
Un groupe de rebelles, descendant des bandits des marais du mont Liang, doit délivrer l'un des leurs capturé par les autorités.
Distribution
- Ti Lung : Hsu Shi Ying, le chef des bandits
- David Chiang : le héros solitaire
- Li Ching (actrice) : Hsu Feng Ying, la sœur du chef
- Ku Feng : un représentant de l'ordre
- Bolo Yeung : un bandit

## Fiche technique
- Titre : Les Maîtres de l'épée
- Titre original chinois : 群英會
- Titre original anglais : Trilogy of Swordsmanship
- Réalisation : Yueh Feng, Cheng Kang, Chang Cheh
- Studio de production : Shaw Brothers
- Pays d'origine :  Hong Kong
- Format : Couleurs - 2,35:1 - Mono - 35 mm
- Durée : 108 min
- Genre : wuxia pian
- Date de sortie : 11 mai 1972